# La Grande Rivière au cœur double
La Grande Rivière au cœur double (Big Two-Hearted River) est une nouvelle de jeunesse d'Ernest Hemingway, publiée en 1925 dans le magazine This Quarter, puis reprise la même année dans le recueil de nouvelles In Our Time aux éditions Boni & Liveright, New York. 
La nouvelle, traduite en France par Marcel Duhamel, est parue dans le recueil Paradis perdu, suivi de La Cinquième Colonne chez Gallimard en 1949.

## Résumé
Le train laisse Nick Adams à Seney, Michigan (en), petite ville qu'il découvre anéantie par un incendie et dont ne subsiste que les rails du chemin de fer et les traces du feu. Le jeune homme traverse ce qui fut autrefois une agglomération humaine. Il fait halte sur le pont et observe, en contrebas, une truite dans l'eau de la rivière. Il grimpe la colline avoisinante et fait lever beaucoup de sauterelles toutes noires. Quand il s'assoit sur une souche brûlée, le temps de fumer une cigarette, il en détache une occupée à grignoter sa chaussette de laine et, à haute voix, lui dit : « Allez, envole-toi où tu veux. » Il reprend ensuite sa route avec son sac au dos, franchit la limite de la ligne de feu et se dirige vers un îlot de sapins sous lesquels il se couche et s'endort. À son réveil, il se déplace à la lisière de la prairie où coule la rivière, voit des truites sauter hors de l'eau pour gober des insectes. Il installe sa tente non loin de là.
Le lendemain matin, il déjeune, puis attrape des sauterelles dont il se servira comme appât pour la pêche. Après avoir marché quelque temps pour trouver le meilleur endroit, il entre dans l'eau et assure sa position en dépit du courant glacial. Il attrape ce jour-là deux truites qu'il tue et vide de leurs entrailles avant de retourner à son campement.

## Thème
Nick Adams, personnage récurrent de plusieurs nouvelles d'Hemingway et, en quelque sorte son alter ego, est ici le seul et unique protagoniste. Jeune adulte, il raconte une partie de pêche dans le Michigan, une occasion pour lui d'évoquer la liberté et la solitude de l'homme, mais aussi les beautés de la nature dans un récit où filtre néanmoins la hantise de la mort et de la guerre.

## Style
Le style d'Hemingway est tout particulièrement dépouillée dans La Grande Rivière au cœur double. L'écrivain y emploie son style concis et sans développement psychologique, une recherche esthétique en phase avec l'avant-garde artistique de son temps qui tente de simplifier et de réduite le langage artistique à son expression la plus simple et la plus condensée. 

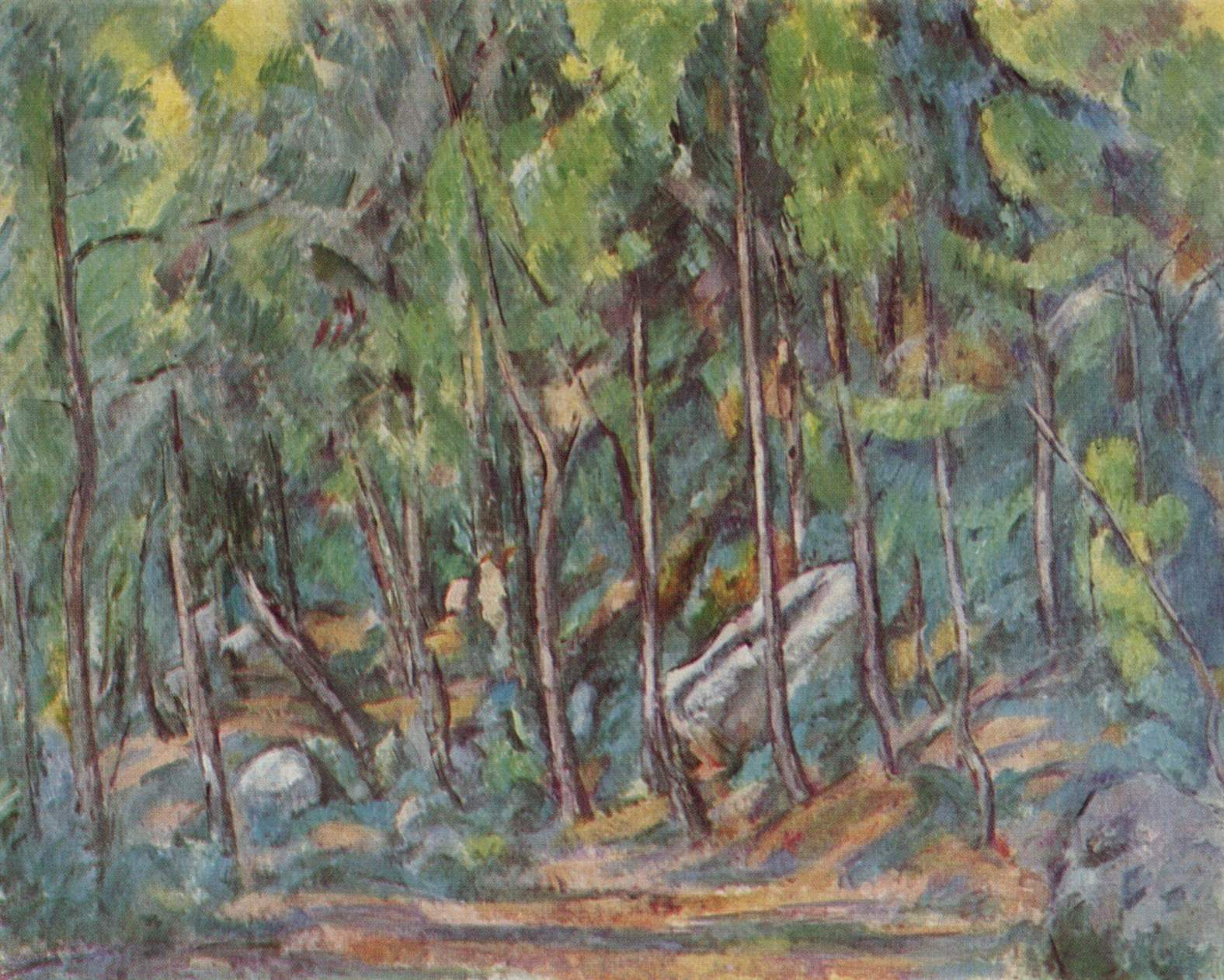
Dans la forêt de Fontainebleau (1879-1882), tableau de Paul Cézanne

En voyant le tableau Dans la forêt de Fontainebleau de Paul Cézanne, Hemingway se serait écrié : « C'est ce que nous tentons de faire par l'écriture, ceci et ceci, et les bois, et les rochers que nous allons franchir. »

## Influences
Si cette nouvelle a été influencée par les recherches avant-gardistes de son temps, elle a elle-même exercé un rayonnement important sur la littérature mondiale et inspiré de nombreux écrivains jusqu’à aujourd’hui encore, notamment ceux du nature writing. Ainsi en 2017, les éditions Phébus publient Le Saut oblique de la truite, de Jérôme Magnier-Moreno, roman où, à l'instar de la nouvelle d’Hemingway, « il ne se passe rien mais qui se dévore comme un récit d’aventures trépidant » (Alexis Brocas dans Le Magazine littéraire) et dont la filiation avec La Grande Rivière au coeur double est revendiquée jusque dans le « titre emprunté à Hemingway ».